# Preston
Preston ist eine Stadt in England, Vereinigtes Königreich. Sie liegt in der Region North West England in der Grafschaft Lancashire am Fluss Ribble. Im Jahr 2011 hatte sie eine Bevölkerung von 97.886, der Verwaltungsbezirk City of Preston 140.202.

## Geschichte
Preston wurde im Jahr 1080 erstmals urkundlich erwähnt und erhielt 1179 das Stadtrecht aus den Händen von Heinrich II. 1322 wurde Preston von der schottischen Armee unter Robert the Bruce niedergebrannt. Während des englischen Bürgerkriegs wurden die Royalisten in der Schlacht von Preston (1648) vor den Toren der Stadt vernichtend geschlagen. In der Schlacht von Preston (1715) wurden die Jakobiten bekämpft.
Im 19. Jahrhundert war Preston eine Boomtown der Textilindustrie, die seit der Mitte des 20. Jahrhunderts abwanderte.
1920 wurde Preston Verwaltungssitz der Grafschaft Lancashire. Im Jahr 2002 erhielt Preston die offizielle Bezeichnung City (zuvor Town).
Seit 2016 ist Preston Sitz der Eparchie Großbritannien der mit Rom unierten Syro-malabarischen Kirche. Hauptkirche ist die Cathedral of St. Alphonsa, Preston (ehemals St. Ignatius Church).

## Kultur und Sehenswürdigkeiten

### Kirchen
Ein bekanntes Wahrzeichen Prestons ist die römisch-katholische Saint Walburge’s Church, die im neogotischen Stil von Joseph Hansom geplant und 1854 vollendet wurde. Mit 94 Metern Höhe besitzt sie einen der höchsten Kirchtürme Englands. Sie steht als Nationales Erbe Englands (Grade I) unter besonderem Denkmalschutz.
Weitere geschützte Kirchen sind die Syro-malabarische Cathedral of St. Alphonsa und das anglikanische St John's Minster.

### Museen
- Harris Museum and Art Gallery
- Museum of Lancashire
- Museum of the Queen’s Lancashire Regiment
- Preston Guild Hall

### Parks
- Moor Park (einer der ersten öffentlichen Parks Englands)
- Avenham Park

### Sport
Der Preston North End F. C. (die Lilywhites) ist einer der traditionsreichsten Fußballvereine Englands und hat u. a. 1889 die erste jemals ausgetragene Ligameisterschaft gewonnen.
In Preston wurden und werden bedeutende Snookerturniere ausgetragen. Im Rahmen von Ranglistenturnieren fand jeweils in der Guild Hall von 1984 bis 1997 die UK Championship, in den Jahren 1998, 1999 und 2001 bis 2005 der Grand Prix/LG Cup, 2014 die Players Championship Grand Final, 2017 und 2018 der World Grand Prix sowie 2019 die Players Championship statt.

## Wirtschaft und Infrastruktur

### Verkehr
Der M6, einer der wichtigsten Motorways Englands, dessen erstes Teilstück 1958 bei Preston gebaut wurde, verbindet die Stadt mit den Metropolen Manchester und Birmingham im Süden und der schottischen Grenze bei Carlisle. Der M55 stellt die Verbindung zum Seebad Blackpool her.
Der Bahnhof von Preston an der West Coast Main Line ist ein wichtiges Eisenbahndrehkreuz im Nordwesten Englands mit Fernverbindungen nach London, Edinburgh und Glasgow sowie mit zahlreichen Regionalverbindungen.
Die Stadt liegt am südlichen Ende des Lancaster Canal. Der Kanal, der bis in die Nähe von Kendal in Cumbria führte, diente u. a. dem Transport von Wolle und Schiefer aus Cumbria; er ist heute allein der Freizeitschifffahrt vorbehalten. Seit 2002 ist der Kanal über die Ausweitung des Savick Brook, der die Stadt von Osten nach Westen am nördlichen Rand durchquert, zum Ribble Link an den River Ribble und damit an das weitere Kanalnetz Englands angeschlossen.

### Bildung
Die University of Central Lancashire ist mit etwa 35.000 Studenten die sechstgrößte Universität Großbritanniens.
Das Preston Catholic College in Winckley Square wurde 1978 geschlossen.

### Bemühungen zur Stärkung der lokalen Wirtschaft
Nachdem sich infolge der Weltfinanzkrise private auswärtige Konzerne aus einem projektierten Einkaufszentrum zurückzogen, setzt die Stadtverwaltung seit 2011 auf eine Allianz öffentlicher Organisationen, die bei der Auftragsvergabe nun auch die positiven Auswirkungen auf die lokale Wirtschaft beurteilen. Damit kommen vermehrt lokale Kleinfirmen zum Zug, sodass die wirtschaftliche Situation der bisher von Deindustrialisierung und hoher Arbeitslosigkeit geprägten Stadt sich spürbar verbessert hat.

## Städtepartnerschaften
Preston hat mit folgenden Städten Partnerschaften geschlossen:
- Almelo in den Niederlanden
- Nîmes in Frankreich
- Recklinghausen in Deutschland
- Kalisz in Polen

## Persönlichkeiten
- Arthur Devis (1712–1787), Porträtmaler
- Matthäus von Rosthorn der Ältere (1721–1805), Ingenieur, Stammvater der österreichischen Rosthorn-Dynastie
- Richard Arkwright (1732–1792), Erfinder und Industrieller
- John Philip Kemble (1757–1823), Schauspieler
- Joseph Livesey (1794–1884), Philanthrop und Gründer des Temperance Movement
- Richard Cross, 1. Viscount Cross (1823–1914), Politiker
- Marion Hatton (1835–1905), neuseeländische Suffragette und Frauenrechtlerin
- Samuel Ryder (1858–1936), Saatguthändler, Begründung und Stiftung des Ryder Cup im Golfsport
- Francis Thompson (1859–1907), Dichter
- Richard Stuart Lake (1860–1950), kanadischer Politiker
- Edgar Johnson Allen (1866–1942), Meeresbiologe und Zoologe
- Thomas Wulstan Pearson (1870–1938), römisch-katholischer Ordensgeistlicher und Bischof von Lancaster
- Robert W. Service (1874–1958), kanadischer Dichter und Novellist
- John Anthony Park (1878–1962), Maler
- Charles Hugh Alison (1882–1952), Golfarchitekt
- Dick Forshaw (1895–1963), Fußballspieler
- James Ireland (1895–1986), Apostolischer Präfekt der Falklandinseln oder Malwinen
- John Bagot Glubb (1897–1986), Offizier
- James Edgar Dandy (1903–1976), Botaniker
- Kathleen Ferrier (1912–1953), Altistin
- Alan Robertson (1920–1989), Genetiker
- Eddie Calvert (1922–1978), Trompeter
- Tom Finney (1922–2014), Fußballspieler
- Kevin Baron (1926–1971), Fußballspieler
- Kenny Baker (1934–2016), Schauspieler
- Ian Berry (* 1934), Fotograf und Fotojournalist, Mitglied der Fotoagentur Magnum Photos
- Ronnie Clayton (1934–2010), Fußballspieler
- George Haslam (* 1939), Jazzmusiker und Musikproduzent
- Keef Hartley (1944–2011), Rockmusiker (Schlagzeug)
- Adrian Alston (* 1949), australischer Fußballspieler und -trainer
- Barry Halliwell (* 1949), Biochemiker
- Brian Cookson (* 1951), Sportfunktionär, Präsident von British Cycling
- Derek Fazackerley (* 1951), Fußballspieler
- Bill Beaumont (* 1952), Rugbyspieler
- Steve Sumner (1955–2017), englisch-neuseeländischer Fußballspieler
- Nick Park (* 1958), Filmemacher (Wallace and Gromit)
- Debbie Wheeler (* 1958), Schauspielerin
- Mark Gornall (* 1961), Radrennfahrer
- Ann Osgerby (* 1963), Schwimmerin
- Janet Osgerby (* 1963), Schwimmerin
- Alan Kelly junior (* 1968), irischer Fußballspieler
- Michael Platt (* 1968), Unternehmer, Hedgefondsmanager
- Paul Englishby (* 1970), Komponist
- Ian McCulloch (* 1971), Snookerspieler
- Helen Clitheroe (* 1974), Mittelstrecken-, Langstrecken- und Hindernisläuferin
- Sophie McDonnell (* 1976), Schauspielerin, Moderatorin, Sängerin und Model
- Michelle Cotton (* 1977), Kuratorin und Kunsthistorikerin
- Kevin Kilbane (* 1977), Fußballspieler
- Wade Barrett (* 1980), Wrestler
- Stuart Sumner (* 1981), Musicaldarsteller
- Stephen Barton (* 1982), Komponist
- Andy Lonergan (* 1983), Fußballtorhüter
- Ian Burns (* 1985), Snookerspieler
- Lisa Whiteside (* 1985), Boxerin
- Ian Bibby (* 1986), Radsportler
- Hannah Britland (* 1990), Schauspielerin
- Holly Bradshaw (* 1991), Stabhochspringerin
- Josh Morris (* 1991), Fußballspieler
- Matthew Lister (* 1992), Kanute
- Chloe Birch (* 1995), Badmintonspielerin
- James Weir (* 1995), Fußballspieler
- Hannah Nuttall (* 1997), Leichtathletin
- Naomi Ogbeta (* 1998), Leichtathletin
- Ross Cullen (* 2001), BMX-Rennfahrer
- Charlie Cresswell (* 2002), Fußballspieler

## Fotos

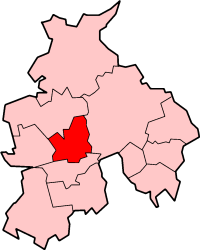
Lage in Lancashire
Saint Walburge’s Church
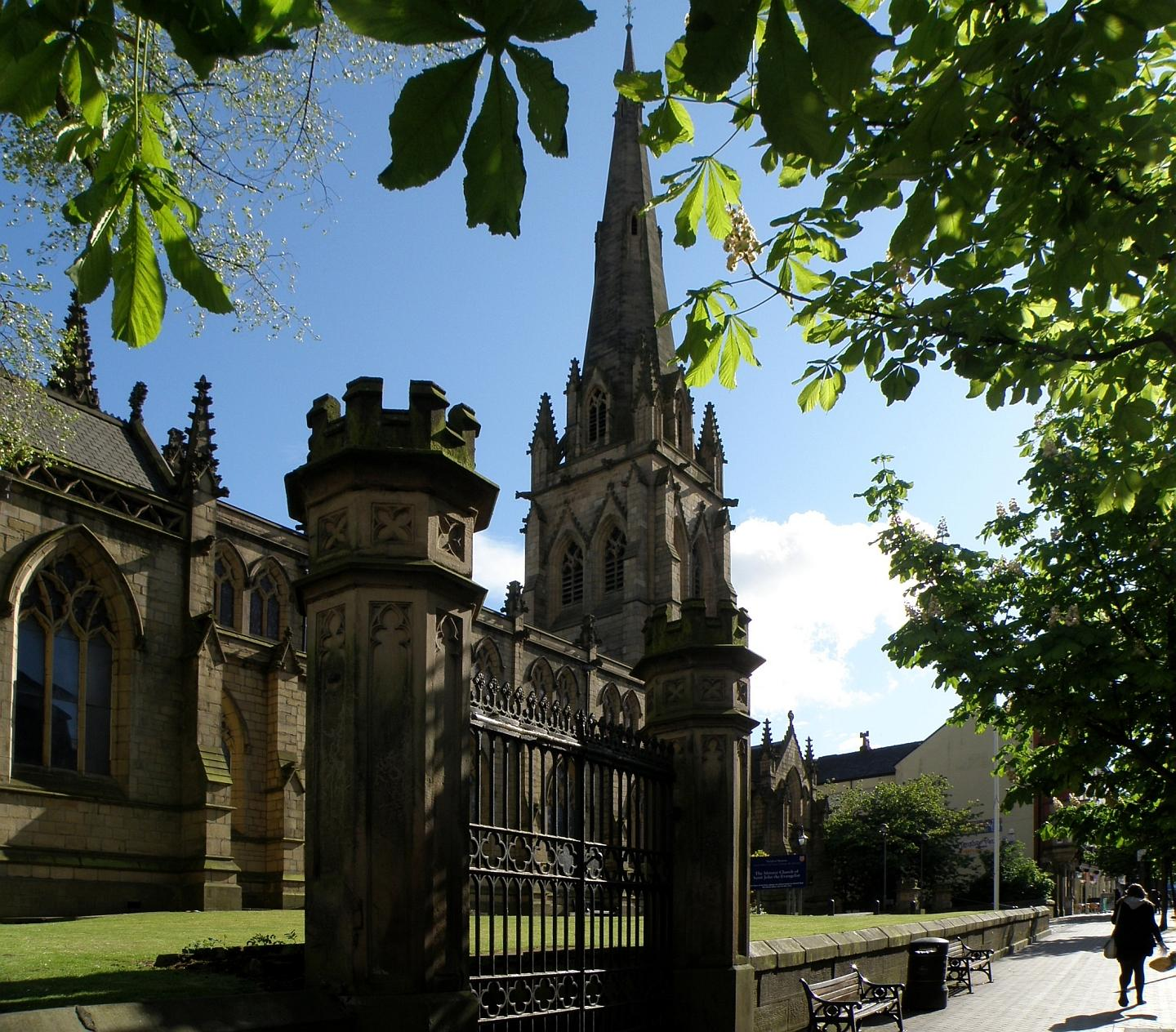
St John the Evangelist Minster
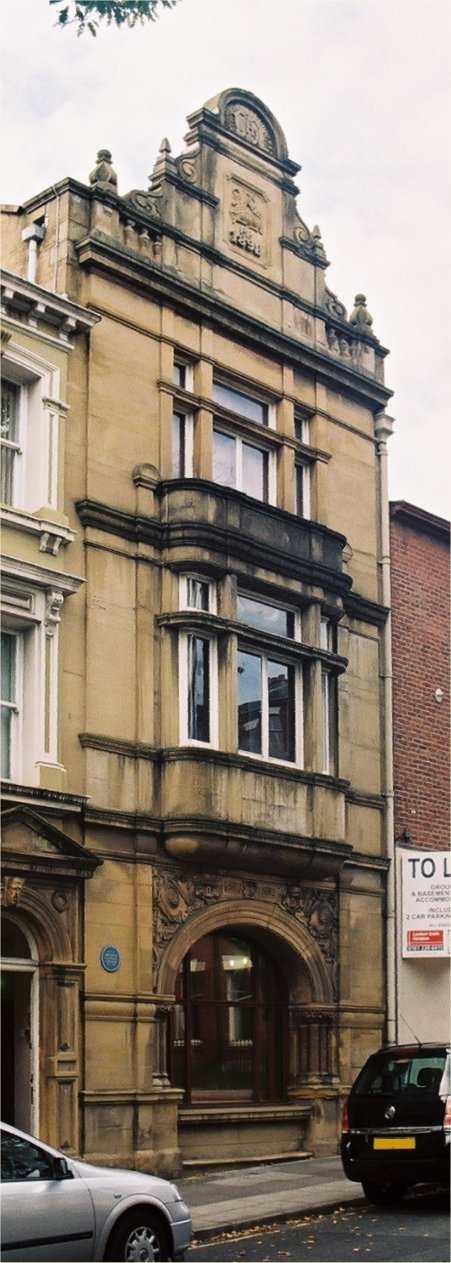
Das ehemalige Preston Catholic College
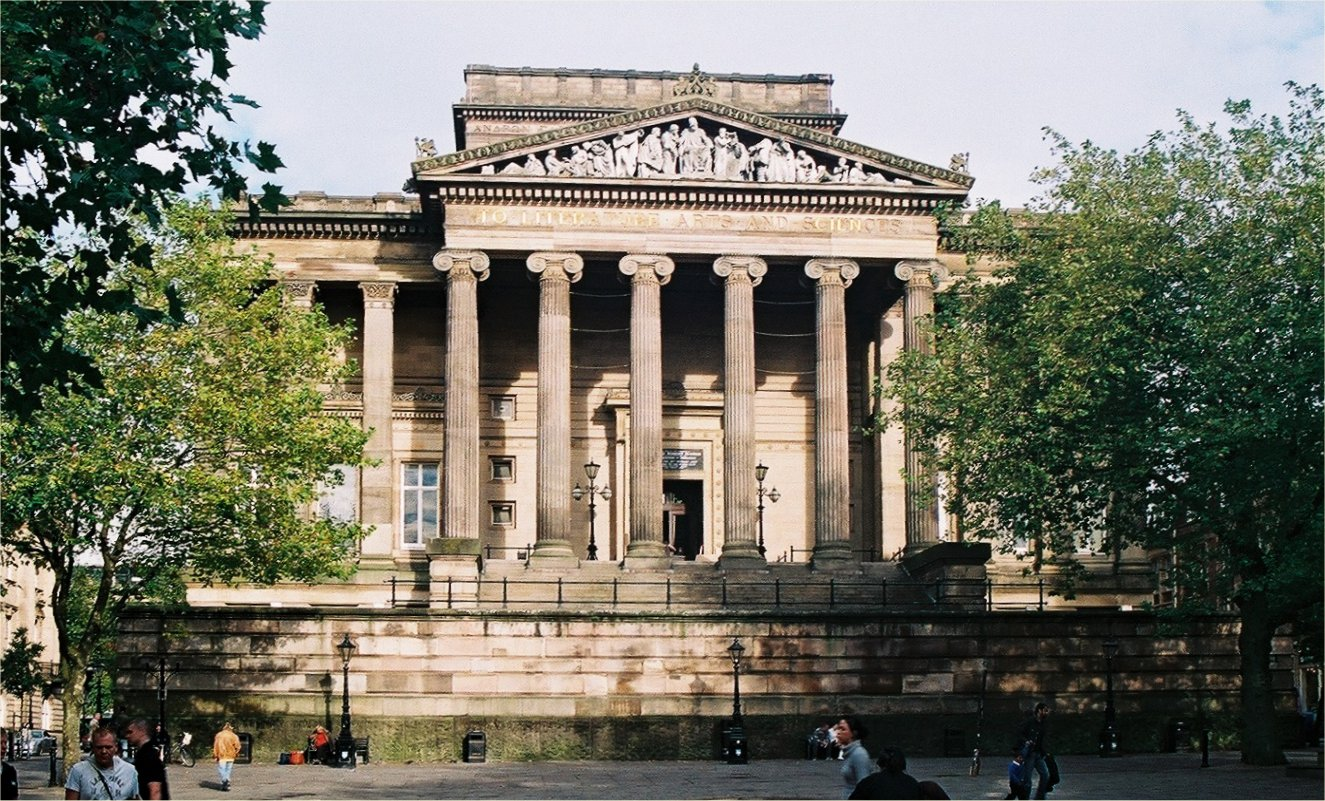
Harris Museum
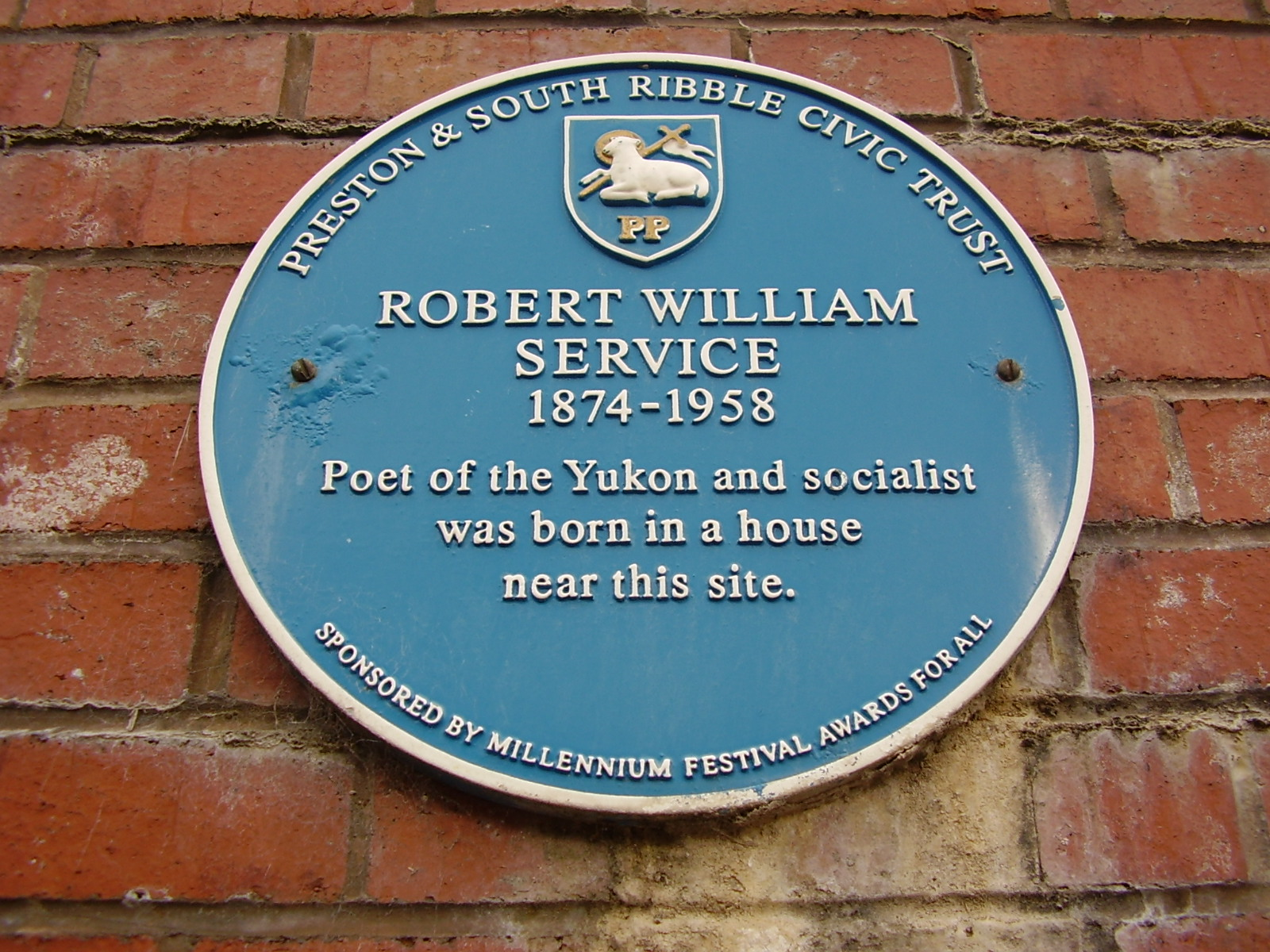
Gedenktafel für Robert W. Service
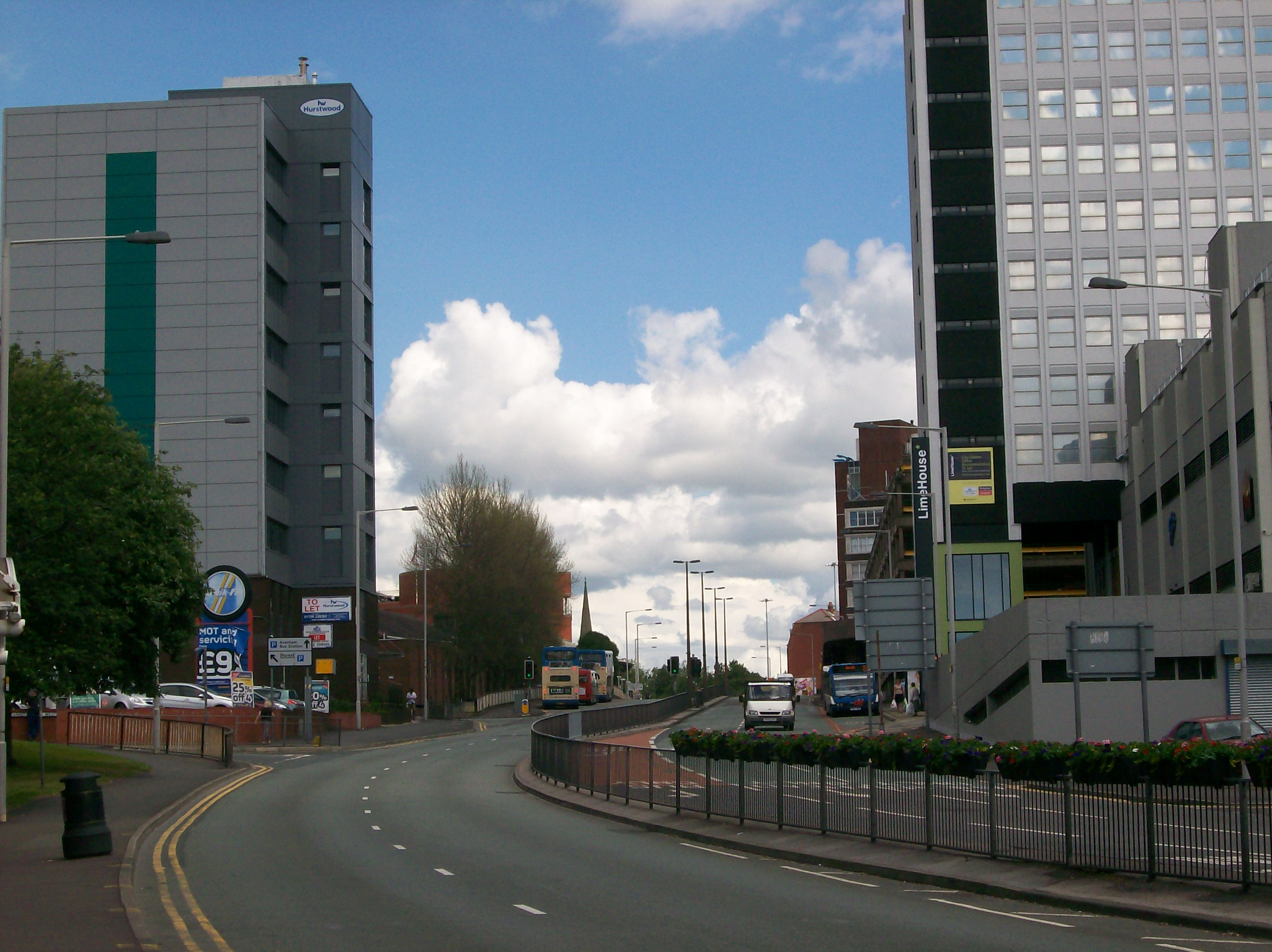
Im Zentrum von Preston
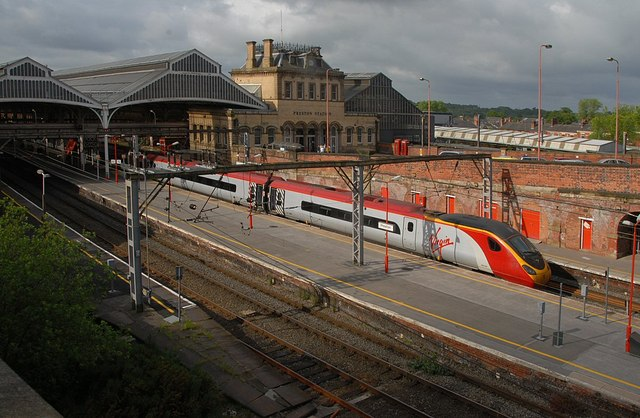
Bahnhof von Preston
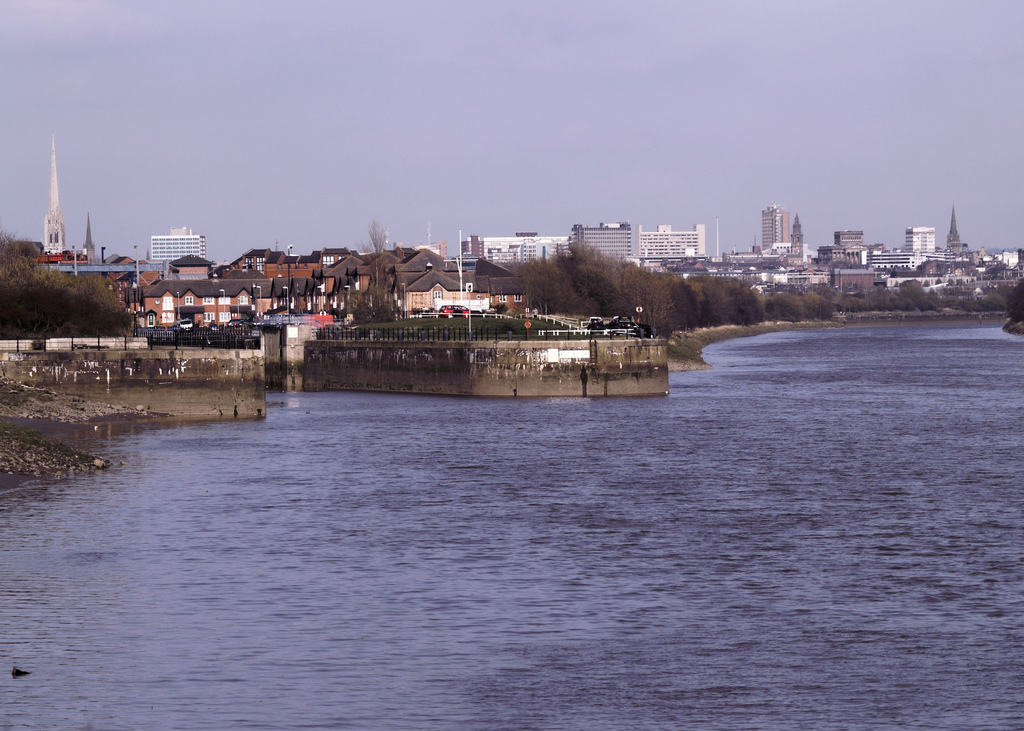
Blick über den Fluss Ribble auf die Stadt
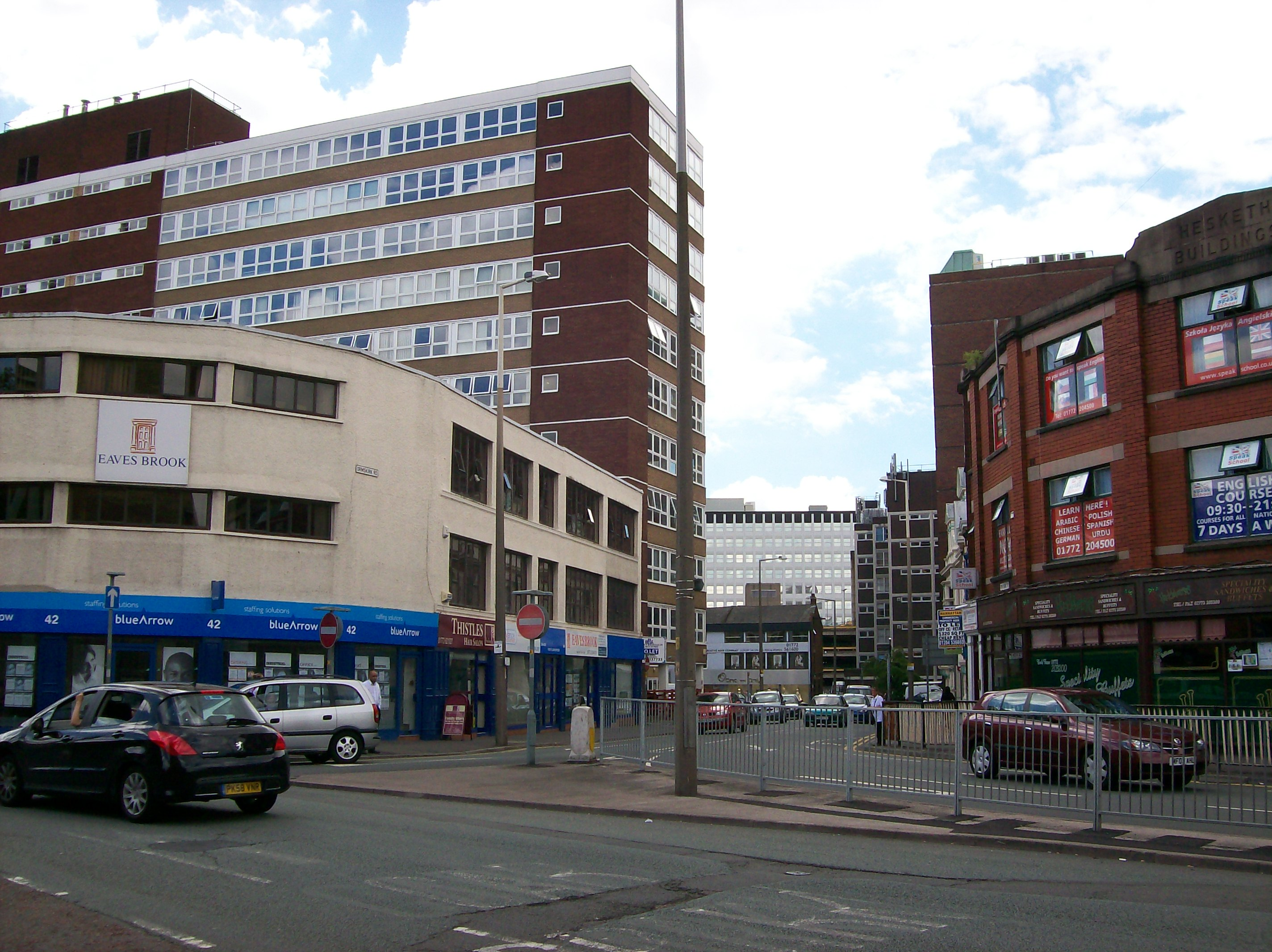
Geschäftszentrum